# Joseph Ruau

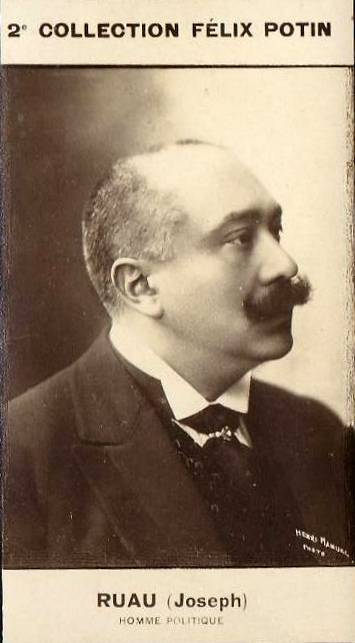
Joseph Ruau

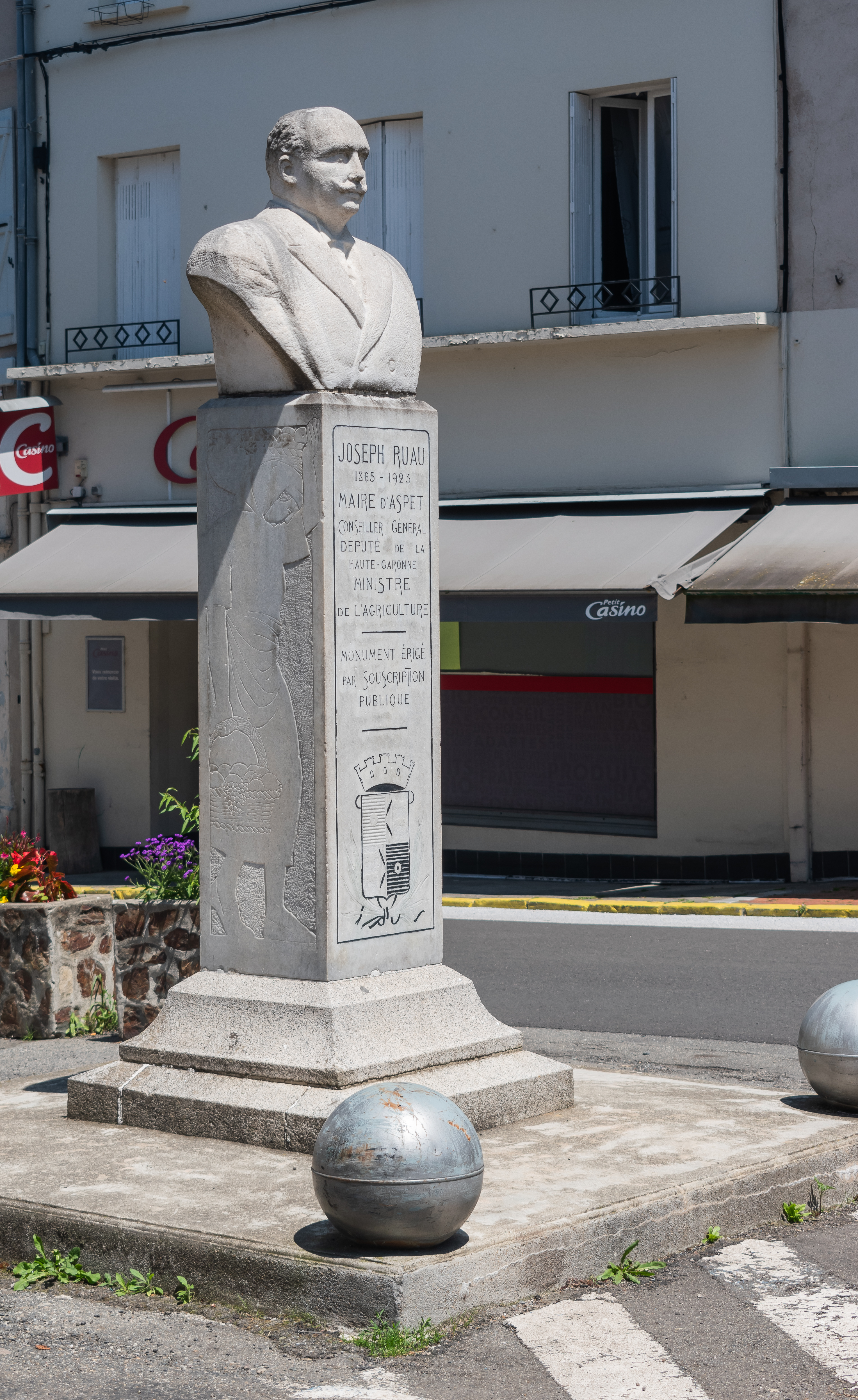
Statue von Joseph Ruau in Aspet

Joseph Ruau (* 5. Juni 1865 in Paris; † 29. September 1923 in Ivry-sur-Seine) war ein französischer Politiker der Dritten Republik. Von 1905 bis 1910 war er Landwirtschaftsminister.

## Leben
Joseph Ruau wurde in Paris als Sohn einer aus der Region Midi-Pyrénées stammenden Familie und Enkel des Mathematikers Joseph Liouville geboren. Als junger Anwalt trat er der Radikalen Partei (PRRRS) bei und verfolgte unter diesem Etikett seine politische Karriere, die früh durch schwere gesundheitliche Probleme unterbrochen wurde. Zeitweilig gehörte er auch den Radicaux Indépendants an.
Er war Bürgermeister von Aspet, Generalrat und von 1897 bis 1914 Abgeordneter des Départements Haute-Garonne sowie von 1905 bis 1910 Landwirtschaftsminister.
Am 3. Juli 1905 stimmte er für das Gesetz vom 9. Dezember 1905 über die Trennung von Kirche und Staat. Aspet verdankt ihm unter anderem die Eisenbahnlinie von Saint-Gaudens nach Aspet, die von 1906 bis 1936 in Betrieb war, den Bau eines Landkrankenhauses (heute Kinderheim), des Rathauses und des Schlachthofs.
1906 legte er als Minister ein Gesetz vor, das die langfristige Finanzierung der landwirtschaftlichen Genossenschaften durch die Banken der Crédit Agricole organisierte. Die Genossenschaften wurden als Personen- und nicht als Kapitalgesellschaften definiert, die auf dem Prinzip „ein Mann, eine Stimme“ beruhten und deren Gewinne geteilt wurden. Der Staat bürgt für die Banken.
Ruau erlitt einen körperlichen und geistigen Zusammenbruch aufgrund der Belastung durch das Amt und wurde Ende 1910 in einem Pflegeheim in Ivry-sur-Seine untergebracht. Er starb dort am 29. September 1923 im Alter von 58 Jahren.
Die Stadt Aspet ließ zu seinem Gedenken eine Büste des Bildhauers André Abbal auf der Place de la République errichten.